# 格拉比夫卡 (庫利基夫卡區)
51°18′20″N 31°27′38″E / 51.30556°N 31.46056°E
格拉比夫卡（烏克蘭語：Грабівка）是位於烏克蘭北部切爾尼希夫州裏切爾尼希夫區的村莊，始建於1635年，面積2.07平方公里，海拔高度114米，2001年人口623，人口350，人口密度每平方公里301.69人。